# Eef Kerkhof
Eef Kerkhof (18 juni 2001) is een Nederlands voetbalspeelster. Ze speelt als verdediger voor sc Heerenveen.

## Clubcarrière
Ze speelde bij PSV in het beloftenelftal in de Beloften Competitie, en in 2020 over naar Heerenveen om in de Vrouwen Eredivisie voor sc Heerenveen te gaan spelen. In 2023 kwam ze terug uit de Verenigde Staten om te gaan spelen voor PEC Zwolle Eén jaar later voegde Kerkhof zich bij competitiegenoot sc Heerenveen.

### Carrièrestatistieken
| Seizoen                    | Club            | Land            | Competitie         | Competitie | Competitie | Beker | Beker | Internationaal | Internationaal | Overig | Overig | Totaal | Totaal |
| Seizoen                    | Club            | Land            | Competitie         | Wed.       | Dlp.       | Wed.  | Dlp.  | Wed.           | Dlp.           | Wed.   | Dlp.   | Wed.   | Dlp.   |
| -------------------------- | --------------- | --------------- | ------------------ | ---------- | ---------- | ----- | ----- | -------------- | -------------- | ------ | ------ | ------ | ------ |
| 2019/20                    | PSV             | Nederland       | Vrouwen Eredivisie | 0          | 0          | 0     | 0     | –              | –              | –      | –      | 0      | 0      |
| 2020/21                    | sc Heerenveen   | Nederland       | Vrouwen Eredivisie | 20         | 0          | 1     | 0     | –              | –              | 5      | 1      | 26     | 1      |
| 2021/22                    | sc Heerenveen   | Nederland       | Vrouwen Eredivisie | 23         | 1          | 2     | 0     | –              | –              | –      | –      | 25     | 1      |
| 2023/24                    | PEC Zwolle      | Nederland       | Vrouwen Eredivisie | 16         | 0          | 1     | 0     | –              | –              | –      | –      | 17     | 0      |
| 2024/25                    | sc Heerenveen   | Nederland       | Vrouwen Eredivisie | 0          | 0          | 0     | 0     | –              | –              | 0      | 0      | 0      | 0      |
| Carrière totaal            | Carrière totaal | Carrière totaal | Carrière totaal    | 59         | 1          | 4     | 0     | 0              | 0              | 5      | 1      | 68     | 2      |
| Bijgewerkt tot 12 mei 2024 |                 |                 |                    |            |            |       |       |                |                |        |        |        |        |